# Zcizení věci
Zcizení věci jako občanskoprávní termín znamená přenechání vlastnického práva zcizitelem nabyvateli na základě projevu vůle dosavadního vlastníka.
V římském právu se zcizením věci (alienatio) označovaly všechny případy, kdy vlastnické právo zaniklo vlastníkovi, ale nezaniklo zcela, bylo převedeno nebo přešlo na jinou osobu. Oproti tomu v současném českém právu se tímto termínem označuje pouze převod vlastnického práva. 
V platném českém občanském zákoníku není termín zcizení přímo definován, avšak je použit v několika ustanoveních, v desítkách speciálních zákonů a dalších předpisů. Častá je například formulace typu „jiné formy zcizení než prodej“.

## Formy zcizení věci
Ke zcizení obvykle dochází na základě dvoustranného právního jednání, tedy na základě smlouvy.
- prodej – kupní smlouva
- darování – darovací smlouva
- směna – směnná smlouva
- převody majetku při zániku (likvidaci nebo transformaci) právnické osoby
- privatizace věci (zpravidla má formu prodeje nebo restituce, avšak například kupónová privatizace nebyla v pravém smyslu ani prodejem, ani darováním)

## Zcizení zástupcem
Vlastník věci může k zcizení zmocnit jinou osobu. Právo zastupovat vlastníka v prodeji či jiných formách zcizení získá zmocněnec na základě smlouvy o zastoupení stvrzené plnou mocí udělené vlastníkem - zmocnitelem. Zvláštním druhem zmocnění je udělení prokury, prokurista pak jedná za vlastníka i v případech, kdy by k jednání obvykle byla vyžadována plná moc. Pro zcizování nemovitostí ale potřebuje prokurista zvláštní zmocnění.
Zástupce může být vlastníkovi stanoven i ze zákona – zákonný zástupce nebo rozhodnutím soudu – opatrovník.

## Zcizení neoprávněným
České právo upravuje i situaci, kdy věc zcizí osoba, která není jejím vlastníkem ani není k tomuto jednání oprávněná. V takovém případě právo chrání nabyvatele, který nabyl věc od neoprávněného v dobré víře. Dle starého občanského zákoníku se stala osoba, která věc nabyla od nevlastníka, pouze držitelem věci. Dle nového se stává jejím vlastníkem. Chráněn je také skutečný vlastník věci, který může požadovat odstranění nesouladu ve veřejném seznamu. Nezapsaná věc mu bude vydána, pokud prokáže, že věc ztratil nebo mu byla odňata svépomocně. To, zda se nabyvatel stane vlastníkem či ne, závisí na splnění podmínek uvedených v §1109-1113 NOZ.

## Dvojí zcizení téže věci
§ 1100 nového Občanského zákoníku upravuje situaci, kdy zcizitel převede vlastnické právo k téže věci více osobám. V případě, že se jedná o věc nezapsanou ve veřejném seznamu (např. v katastru nemovitostí), nabývá vlastnické právo osoba, které zcizitel vydal věc nejdříve. Pokud jde o věc zapsanou ve veřejném seznamu, stává se vlastníkem osoba, která v dobré víře jako první podá žádost o zápis do tohoto seznamu. Ten, kdo byl poškozen dvojím zcizením, má nárok na náhradu vzniklé škody zcizitelem.

## Zákaz zcizení
Zákaz zcizení lze zřídit jako věcné právo, pokud je věc zapsaná do veřejného seznamu. Tento zákaz je pak závazný i pro třetí osoby. Lze jej zřídit pouze na omezenou dobu v zájmu strany, který je hodný právní ochrany. Tímto důvodem je např. zastoupení, trvání svěřeneckého fondu, svěřeneckého nástupnictví nebo zájem věřitele.
Zákaz zcizení může představovat i smluvní ujednání mezi dlužníkem a věřitelem, dle kterého dlužník nesmí věc zcizit. V tomto případě je zákaz závazný pouze pro smluvní strany.

## Odlišné instituty
Zcizením není akt, při kterém si vlastnické právo ponechává původní vlastník. Jedná se například o vypůjčení, pronájem, svěření do správy, dání do zástavy, zadržení věci atd.
Zcizením není ani akt, při kterém přechod věci není na základě projevu vůle původního vlastníka. Jde např. o propadnutí věci, znárodnění nebo zestátnění, či dědění ze zákona.
Odlišným institutem je i opuštění věci movité, která se tímto aktem původně stávala věcí ničí. V současném českém právu má však opuštění věci podobné následky jako propadnutí věci.
Obvykle se za formu zcizení nepovažuje okupace věci, tedy přivlastnění si věci, která dosud nebyla ničí (české právo tyto pojmy nezná, římské právo je obsahovalo). Vzdání se vlastnického podílu má v různých právních systémech různou povahu, zpravidla blízkou opuštění věci, v římském právu však mělo za následek zvětšení podílu zbývajících spoluvlastníků.
Někdy se termín zcizení nesprávně používá jako synonymum pro krádež (záměna s pojmem odcizení).